# Cima dei Bureloni
La Cima dei Bureloni è una montagna delle Pale di San Martino situata al Confine tra la Provincia di Trento e la Provincia di Belluno. Con i suoi 3 130 m è la terza cima, in ordine di altezza, del gruppo dolomitico. È posta tra la cresta dei Campanili di val Strut (a SO) e la Cima di Valgrande (a NE).

## Toponimo
Il nome deriva da "burel", parola dialettale che significa burrone o canalone dirupato, riferita alla struttura dei versanti di questa montagna che sono, ad esclusione del versante NE, un continuo alternarsi di guglie e strapiombi.

## Prime ascensioni e principali vie di accesso
La conquista della cima avvenne il 26 luglio 1888 ad opera di L. Darmstädter, R. Kramer, L. Stabeler e C. Bernard che salirono lungo un canalone del versante sud-est (via che fu seguita anche in occasione della prima invernale).
Il tracciato più comodo e meno rischioso per arrivare in vetta è invece dal versante nord-est lungo la Valgrande, il Ghiacciaio delle Ziròcole e Passo Bureloni.
Vi sono comunque molti altri tracciati di arrampicata che risalgono questa montagna che è considerata una delle più belle delle Pale di San Martino.